# Locomotiva FNM 250
Le locomotive gruppo 250 delle Ferrovie Nord Milano erano un gruppo di locomotive a vapore progettate per la trazione di treni viaggiatori.

## Storia
Le locomotive furono costruite dalla Maschinenfabrik Esslingen per la Società per la Ferrovia Novara-Seregno (FNS) nel 1886-1887: immatricolate 01 ÷ 04, passarono alle FNM nel 1894 venendo reimmatricolate come 51 ÷ 54. Erano a vapore saturo, due cilindri a semplice espansione e distribuzione Stephenson
Con l'apertura della linea della Valmorea la FNS fece costruire nel 1915 alla Costruzioni Meccaniche di Saronno due locomotive identiche alle precedenti, immatricolate 55 e 56, assorbite dal parco rotabili delle FNM il 1º gennaio 1918 insieme alla ferrovia.
In seguito alla chiusura del servizio sulla Valmorea e a causa dell'estendersi dell'elettrificazione vennero presto declassate a servizio merci e di manovra. Nel 1937 assunsero la numerazione definitiva 250.01 ÷ 06.
Le demolizioni iniziarono nel 1951 e proseguirono fino al 1954; si salvò la 250.05, ceduta al Museo della Scienza e della Tecnica di Milano, dove è esposta nel padiglione ferroviario.

## Prospetto delle unità[7]
| Numerazione FNS | Numerazione originaria FNM | Numerazione definitiva FNM | Denominazione | Anno di costruzione | Costruttore                       | N. costruzione | Note                                                             |
| --------------- | -------------------------- | -------------------------- | ------------- | ------------------- | --------------------------------- | -------------- | ---------------------------------------------------------------- |
| 01              | 51                         | 250.01                     | Sempione      | 1886                | Kessler                           | 2163           | Ceduta per demolizione nel 1954                                  |
| 02              | 52                         | 250.02                     | Gottardo      | 1886                | Kessler                           | 2164           | Ceduta per demolizione nel 1951                                  |
| 03              | 53                         | 250.03                     | Cenisio       | 1886                | Kessler                           | 2165           | Ceduta per demolizione nel 1951                                  |
| 04              | 54                         | 250.04                     | Spluga        | 1887                | Kessler                           | 2169           | Ceduta per demolizione nel 1954                                  |
|                 | 55                         | 250.05                     |               | 1915                | Costruzioni Meccaniche di Saronno | 548            | Ceduta al Museo della Scienza e della Tecnica di Milano nel 1954 |
|                 | 56                         | 250.06                     |               | 1915                | Costruzioni Meccaniche di Saronno | 549            | Ceduta alla Emilio Astengo di Savona nel 1952                    |